# 1027 Aesculapia
1027 Aesculapia је астероид главног астероидног појаса са пречником од приближно 32,20 .
Афел астероида је на удаљености од 3,567 астрономских јединица (АЈ) од Сунца, а перихел на 2,737 АЈ.
Ексцентрицитет орбите износи 0,131, инклинација (нагиб) орбите у односу на раван еклиптике 1,254 степени, а орбитални период износи 2044,320 дана (5,597 година).
Апсолутна магнитуда астероида је 10,60 а геометријски албедо 0,098.
Астероид је откривен 11. новембра 1923. године.